# Wolfgang Kummer (Bobfahrer)
Wolfgang Kummer (* 24. August 1914 in Erfurt; † 19. Oktober 1988 in Köln) war ein deutscher Bobfahrer.

## Karriere
Wolfgang Kummer startete bei den Olympischen Winterspielen 1936 in Garmisch-Partenkirchen im Viererbob zusammen mit Walter Trott, Fritz Vonhof und Rudolf Werlich. Diese Besetzung hatte sich im Jahr zuvor die deutsche Meisterschaft sichern können. Der Schlitten der Deutschen war nach einem guten Start auf Kurs zur Bestzeit, jedoch kippte er in einer 180-Grad-Haarnadelkurve um. Dabei flogen alle Athleten aus dem Bob und dieser fuhr leer durch das Ziel. Ein Jahr später wurde er erneut deutscher Meister im Viererbob.
Nach dem Zweiten Weltkrieg verließ er seine Frau mit sechs Kindern und zog in die DDR, wo er kriminelle Geschäfte tätigte und Geld annahm, ohne Waren liefern zu können. Wegen eines damit verbundenen Haftbefehls floh er wieder in die Bundesrepublik Deutschland und ließ sich in Köln nieder.
Kummer starb 1988 im Alter von 74 Jahren. Seine Grabstätte befindet sich auf dem Kölner Melaten-Friedhof.